# 연꼴 방패

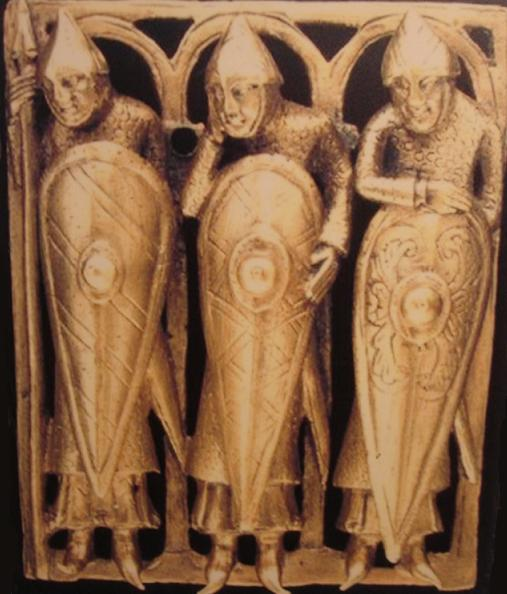

연꼴 방패(kite shield)는 중세 초기에 사용된 대형 방패다.
연꼴 방패는 오토 3세의 복음집의 삽화에서 처음 발견되며, 즉 늦어도 11세기 말엽부터는 유럽의 군대들에서 사용되었음을 시사한다. 위아래로 매우 길쭉하여 도보전투보다는 마상전투에 적합한 형태로, 말에 탄 채 이 방패를 착용하면 말의 목과 기수의 허벅다리를 한꺼번에 가려 보호할 수 있다. 부클리예 따위 원형 방패가 기수의 좌측면에 대해 충분한 방호력을 제공하지 못한 것에 비해 이것은 큰 이점이 되었다. 도보전투에 불리한 형태임에도 불구하고 연꼴 방패는 크게 유행하여 1100년대에 서유럽 전역으로 확산되었다. 노르망디, 스페인, 신성로마제국에서 모두 발견되는데, 이들 중 어느 지역이 원조인지는 알 수 없다.
바이외 태피스트리를 보면 노르만인들이 이 방패를 널리 운용했음을 알 수 있는데, 그래서 노르만인들의 조상인 바이킹으로부터 유래한 것이라는 가설도 있다. 하지만 바이킹들이 연꼴 방패를 사용했다는 기록은 전혀 존재하지 않으며, 후손들과 달리 도보전투를 주력으로 삼은 바이킹이 이런 방패를 사용했으리라 생각하기는 어렵다.
제1차 십자군 당시 중동 지역에도 노르만계 십자군들을 통해 연꼴 방패가 많이 전해졌고, 이후 동로마 제국과 이슬람 세력도 12세기 중반 연꼴 방패를 받아들여 사용하게 되었다.
12세기 말이 되면 연꼴 방패는 둥근 윗부분을 수평하게 잘라내는 개량을 거친다. 이는 사용자의 시야를 확보하기 위함이었다. 시간이 더 지나면 서유럽에서는 위가 수평한 연꼴 방패의 높이가 짧아진 형태인 다리미꼴 방패가 연꼴 방패를 밀어내고 주류가 된다. 하지만 동로마에서는 13세기까지도 연꼴 방패가 현역에서 사용되었다.

## 같이 보기
- 다리미꼴 방패